# Grand Prix moto de France 1981
Le Grand Prix moto de France 1981 est la cinquième manche du Championnat du monde de vitesse moto 1981. La compétition s'est déroulée du 15 au 17 mai 1981 sur le Circuit Paul Ricard au Castellet. C'est la 47e édition du Grand Prix moto de France et la 25e édition comptant pour le championnat du monde.

## Résultats des 500 cm³
| Pos | Pilote            | Moto   | Temps/Écart | Points |
| --- | ----------------- | ------ | ----------- | ------ |
| 1   | Marco Lucchinelli | Suzuki | ?           | 15     |
| 2   | Randy Mamola      | Suzuki | + ?         | 12     |
| 3   | Graeme Crosby     | Suzuki | + ?         | 10     |
| 4   | ...               | ...    | ...         |        |

## Résultats des 250 cm³
| Pos | Pilote              | Moto         | Temps           | Points |
| --- | ------------------- | ------------ | --------------- | ------ |
| 1   | Anton Mang          | Kawasaki     | 39 min 57 s 860 | 15     |
| 2   | Thierry Espié       | Yamaha       | + 3 s 070       | 12     |
| 3   | Carlos Lavado       | Yamaha       | + 10 s 890      | 10     |
| 4   | Jean-François Baldé | Kawasaki     | + 24 s 440      | 8      |
| 5   | Pierre Bolle        | Yamaha       | + 25 s 950      | 6      |
| 6   | R. Sibille          | Yamaha       | + 26 s 240      | 5      |
| 7   | Patrick Fernandez   | Yamaha       | + 29 s 120      | 4      |
| 8   | Maurizio Massimiani | Ad Majora    | + 29 s 180      | 3      |
| 9   | Hervé Guilleux      | Siroko-Rotax | + 30 s 180      | 2      |
| 10  | Christian Estrosi   | Yamaha       | + 37 s 060      | 1      |
| 11  | ...                 | ...          |                 |        |

## Résultats des 125 cm³
| Pos | Pilote             | Moto      | Temps           | Points |
| --- | ------------------ | --------- | --------------- | ------ |
| 1   | Angel Nieto        | Minarelli | 37 min 42 s 600 | 15     |
| 2   | Guy Bertin         | Sanvenero | + 6 s 460       | 12     |
| 3   | Pierpaolo Bianchi  | MBA       | + 9 s 290       | 10     |
| 4   | Hans Müller        | MBA       | + 16 s 010      | 8      |
| 5   | Maurizio Vitali    | MBA       | + 23 s 100      | 6      |
| 6   | Loris Reggiani     | Minarelli | + 30 s 400      | 5      |
| 7   | Ivan Palazzese     | MBA       | + 31 s 170      | 4      |
| 8   | August Auinger     | MBA       | + 35 s 420      | 3      |
| 9   | Jean-Claude Selini | MBA       | + 35 s 880      | 2      |
| 10  | Pehr Bam Carlson   | MBA       | + 49 s 490      | 1      |
| 11  | ...                | ...       |                 |        |